# Discografia de The Gazette
A discografia de the GazettE consiste em 10 álbuns de estúdio, 6 EPs, 3 compilações, 25 singles, 18 álbuns ao vivo e 7 vídeos.
The Gazette é uma banda japonesa de visual kei rock formada em Kanagawa em 2002. Sua formação atual consiste no vocalista Ruki, guitarristas Aoi e Uruha, baixista Reita e baterista Kai. Após 5 EPs, lançaram seu primeiro álbum completo, Disorder, em 2004. Ele alcançou a décima nona posição na parada japonesa Oricon, posição relativamente alta para um álbum de estreia. Desde o segundo álbum, NIL, todos alcançaram o top 10 da parada e apenas Toxic (2011) e Beautiful Deformity (2013) não alcançaram o top 5.

## Álbuns de estúdio
| Título                                                                          | Posição nas paradas | Posição nas paradas        | Posição nas paradas | Posição nas paradas |
| Título                                                                          | Oricon Albums Chart | Billboard Japan Hot Albums | Gaon Music Chart    | Musiikkituottajat   |
| ------------------------------------------------------------------------------- | ------------------- | -------------------------- | ------------------- | ------------------- |
| Disorder - Lançamento: 13 de outubro de 2004 - Gravadora: PS Company            | 19                  | —                          | —                   | —                   |
| NIL - Lançamento: 8 de fevereiro de 2006 - Gravadora: King Records              | 4                   | —                          | —                   | —                   |
| Stacked Rubbish - Lançamento: 4 de julho de 2007 - Gravadora: King Records      | 3                   | —                          | —                   | —                   |
| DIM - Lançamento: 15 de julho de 2009 - Gravadora: King Records                 | 5                   | —                          | —                   | —                   |
| Toxic - Lançamento: 5 de outubro de 2011 - Gravadora: Sony Japan                | 6                   | —                          | —                   | —                   |
| Division - Lançamento: 29 de agosto de 2012 - Gravadora: Sony Japan             | 4                   | —                          | —                   | 44                  |
| Beautiful Deformity - Lançamento: 23 de outubro de 2013 - Gravadora: Sony Japan | 8                   | —                          | —                   | 43                  |
| Dogma - Lançamento: 26 de agosto de 2015 - Gravadora: Sony Japan                | 3                   | 3                          | 97                  | —                   |
| Ninth - Lançamento: 13 de junho de 2018 - Gravadora: Sony Japan                 | 3                   | 5                          | —                   | —                   |
| Mass - Lançamento: 26 de maio de 2021 - Gravadora: Sony Japan                   | 4                   | 5                          | —                   | —                   |

## EPs
| Título                             | Lançamento           | Posição na Oricon |
| ---------------------------------- | -------------------- | ----------------- |
| Cockayne Soup                      | 28 de maio de 2003   | 99                |
| Akuyūkai (悪友會〜あくゆうかい〜)  | 25 de junho de 2003  | 100               |
| Spermargarita (スペルマルガリィタ) | 30 de julho de 2003  | 78                |
| Hankou Seimeibun (犯行声明文)      | 1 de outubro de 2003 | 62                |
| Madara (斑蠡～MADARA～)            | 30 de março de 2004  | 38                |
| Gama (蛾蟇)                        | 3 de agosto de 2005  | 24                |

## Singles
| Título                                                                                | Lançamento              | Posição nas paradas  | Posição nas paradas     | Álbum                     |
| Título                                                                                | Lançamento              | Oricon Singles Chart | Billboard Japan Hot 100 | Álbum                     |
| ------------------------------------------------------------------------------------- | ----------------------- | -------------------- | ----------------------- | ------------------------- |
| "Wakaremichi" (別れ道)                                                                | 30 de abril de 2002     | —                    | —                       | Spermargarita             |
| "Kichiku Kyoushi (32sai Dokushin) no Nousatsu Kouza" (鬼畜教師（32才独身）の悩殺講座) | 30 de agosto de 2002    | —                    | —                       | Não faz parte de um álbum |
| "Gozen 0-ji no Trauma Radio" (午前0時のとらうまラヂヲ)                                | 1 de novembro de 2003   | 273                  | —                       |                           |
| "Zakurogata no Yūutsu" (ザクロ型の憂鬱)                                               | 28 de julho de 2004     | 23                   | —                       | Disorder                  |
| "Zetsu" (舐～zetsu～)                                                                 | 28 de julho de 2004     | 24                   | —                       | Não faz parte de um álbum |
| "Miseinen" (未成年)                                                                   | 28 de julho de 2004     | 25                   | —                       |                           |
| "Reila"                                                                               | 9 de março de 2005      | 8                    | —                       |                           |
| "Cassis"                                                                              | 6 de dezembro de 2005   | 6                    | —                       | NIL                       |
| "Regret"                                                                              | 25 de outubro de 2006   | 9                    | —                       | Stacked Rubbish           |
| "Filth in the Beauty"                                                                 | 1 de novembro de 2005   | 5                    | —                       | Stacked Rubbish           |
| "Hyena"                                                                               | 7 de fevereiro de 2007  | 4                    | 6                       | Stacked Rubbish           |
| "Guren"                                                                               | 13 de fevereiro de 2008 | 3                    | 7                       | DIM                       |
| "Leech"                                                                               | 12 de novembro de 2008  | 2                    | 8                       | DIM                       |
| "Distress and Coma"                                                                   | 25 de março de 2009     | 3                    | 4                       | DIM                       |
| "Before I Decay"                                                                      | 7 de outubro de 2009    | 2                    | 10                      | Não faz parte de um álbum |
| "Shiver"                                                                              | 21 de julho de 2010     | 2                    | 6                       | Toxic                     |
| "Red"                                                                                 | 22 de setembro de 2010  | 6                    | 20                      | Toxic                     |
| "Pledge"                                                                              | 15 de dezembro de 2010  | 2                    | 11                      | Toxic                     |
| "Vortex"                                                                              | 25 de maio de 2011      | 5                    | 13                      | Toxic                     |
| "Remember the Urge"                                                                   | 31 de agosto de 2011    | 6                    | 9                       | Não faz parte de um álbum |
| "Fadeless"                                                                            | 21 de agosto de 2013    | 4                    | 21                      | Beautiful Deformity       |
| "Ugly"                                                                                | 18 de novembro de 2015  | 16                   | 38                      | Não faz parte de um álbum |
| "Undying"                                                                             | 27 de abril de 2016     | 10                   | 24                      |                           |

Singles limitados
- "Doro Darake no Seishun." (泥だらけの青春。) (8 de outubro de 2003), distribuído em um show neste dia.[11]
- "Juuyon-sai no Knife" (十四歳のナイフ) (11 de setembro de 2004), distribuído em um show neste dia.[12]
- "Chigire" (チギレ) (10 de agosto de 2005), distribuído exclusivamente ao fã clube.[13]

## Compilações
| Título                                                                                                  | Lançamento             | Posição na Oricon |
| --- | ---------------------- | ----------------- |
| Dainihon Itangeishateki Noumiso Gyaku Kaiten Zekkyou Ongenshuu (大日本異端芸者的脳味噌逆回転絶叫音源集) | 3 de maio de 2006      | 34                |
| Traces Best of 2005-2009                                                                                | 6 de abril de 2011     | 19                |
| Traces Vol.2                                                                                            | 8 de março de 2017     | 8                 |
| Heterodoxy -Divided 3 Concepts-                                                                         | 21 de dezembro de 2022 | 23                |

## Álbuns ao vivo
| Título | Lançamento              | Posição na Oricon |
| --- | ----------------------- | ----------------- |
| Tokyo Saiban ～Judgement Day～ (東京裁判～JUDGMENT DAY～) | 28 de abril de 2004     | 33                |
| Heisei Banka (平成挽歌) | 25 de agosto de 2004    | 45                |
| Standing Tour 2005 Final「M.R.D」at 2005.4.17 Shibuya Kokaido                                                                                                  | 6 de julho de 2005      | —                 |
| Standing Live Tour 2006「Nameless Liberty.Six Guns...」-Tour Final-at Budokan-                                                                                 | 9 de setembro de 2006   | 9                 |
| Tour 2006-2007「DECOMPOSITION BEAUTY」Final Meaningless Art That People Showed At Yokohama Arena                                                               | 13 de junho de 2007     | 5                 |
| Tour 2007-2008 Stacked Rubbish Grand Finale [Repeated Countless Error] in Kokuritsu Yoyogi Kyogiba Daiichi Taiikukan Yoyogi National Stadium Daiichi Gymnasium | 6 de agosto de 2008     | 3                 |
| Tour09 -DIM Scene- Final at Saitama Super Arena | 16 de dezembro de 2009  | 13                |
| The Nameless Liberty at 10.12.26 Tokyo Dome | 6 de junho de 2011      | 10                |
| Tour11-12 Venomous Cell Finale Omega Live at 01.14 Yokohama Arena                                                                                              | 9 de maio de 2012       | 1                 |
| the GazettE 10th Anniversary the Decade at 03.10 Makuhari Messe                                                                                                | 9 de janeiro de 2013    | 4                 |
| the GazettE Live Tour 12-13【DIVISION】Final Melt Live at 03.10 Saitama Super Arena                                                                            | 26 de junho de 2013     | 10                |
| the GazettE World Tour13 Documentary | 26 de fevereiro de 2014 | 6                 |
| the GazettE Live Tour 13-14 [Magnificient Malformed Box] Final Coda Live at 01.11 Yokohama Arena                                                               | 26 de fevereiro de 2014 | 3                 |
| Standing Live Tour14 Heresy Limited -Saiteigi- | 11 de março de 2015     | 34                |
| the GazettE Live Tour 15-16 Dogmatic Final -Shikkoku- Live at 02. 28 Yoyogi National Stadium Daiichi Gymnasium                                                 | 9 de novembro de 2016   | 2                 |
| the GazettE World Tour16 Documentary Dogmatic –TROIS– | 24 de março de 2017     | 25                |
| Halloween Night 17 The Dark Horror Show Spooky Box 2 -Abyss- -Lucy- Live at 10.30 and 10.31 Toyosu Pit Tokyo                                                   | 31 de outubro de 2018   | 10                |
| Live Tour 18-19 The Ninth / Final「Dai Kyu」Live at 09.23 Yokohama Arena                                                                                       | 4 de março de 2020      | 15                |
| Live in New York & World Tour 19 Documentary / The Ninth [99.999]                                                                                              | 4 de março de 2020      | 34                |

## Vídeos
| Título                                   | Lançamento             | Posição na Oricon |
| ---------------------------------------- | ---------------------- | ----------------- |
| Sentimental Video (センチメンタルビデオ) | 30 de abril de 2002    | —                 |
| Shichōkaku Shitsu (視聴覚質)             | 30 de agosto de 2002   | —                 |
| Hyakkiyagyō (百鬼家行)                   | 30 de setembro de 2002 | —                 |
| Madara (斑蠡～MADARA～)                  | 26 de maio de 2004     | —                 |
| Film Bug I                               | 7 de junho de 2006     | 10                |
| Film Bug II                              | 4 de agosto de 2010    | 7                 |
| Film Bug III                             | 24 de dezembro de 2014 | 25                |

## Outros
- Verwelktes Gedicht - Livro de fotos que incluiu uma canção exclusiva, "Kareuta" (枯詩).[15]

## Participações
| Título                                                                    | Lançamento              | Detalhes | Posição na Oricon |
| ------------------------------------------------------------------------- | ----------------------- | --- | ----------------- |
| Matina Saishuushou ~FINAL PRELUDE~ (「Matina 最終章」 ~FINAL PRELUDE~)    | 10 de abril de 2003     | DVD ao vivo do show de encerramento da gravadora Matina. | —                 |
| Japanesque Rock Collectionz                                               | 28 de julho de 2004     | Álbum de compilação com várias bandas lançado pela revista Cure, incluindo a canção "Okuribi" do The Gazette.                                                 | —                 |
| Rock Nippon Shouji Noriko Selection (ロックNIPPON 東海林のり子 Selection) | 24 de janeiro de 2007   | Álbum de compilação em colaboração com cinco gravadoras. As canções foram selecionadas por Noriko Shoji e o the GazettE é incluído na faixa 13, com "Cassis". | 219               |
| Peace & Smile Carnival                                                    | 15 de abril de 2009     | DVD ao vivo do show Peace & Smile Carnival apresentado no Nippon Budokan em 3 de janeiro de 2009 por várias bandas, em comemoração aos 10 anos da PS Company. | 7                 |
| Fuck the Border Line                                                      | 9 de fevereiro de 2011  | Álbum de tributo a banda Kuroyume. the GazettE participa na faixa 4 com um cover de "C.Y Head".                                                               | 6                 |
| Under:Cover 2                                                             | 27 de fevereiro de 2013 | Álbum de tributo ao cantor T.M.Revolution. the GazettE participa com um cover de "Shakin' Love".                                                              | 4                 |